# Selliguea griffithiana
Selliguea griffithiana là một loài thực vật có mạch trong họ Polypodiaceae. Loài này được (Hook.) Fraser-Jenk. mô tả khoa học đầu tiên năm 2008.